# 斯拉維亞足球俱樂部
斯拉維亞足球俱樂部，是波斯尼亚和黑塞哥维那的一家足球俱樂部。位於東薩拉熱窩。球隊曾參加波黑足球超級聯賽的賽事，现参加塞族共和國甲組足球聯賽的赛事。

## 外部連結
- 官方网站 （塞爾維亞文）